# Paldiski
Paldiski és una ciutat i port del mar Bàltic situat a la península de Pakri al nord-oest d'Estònia. Originàriament establert com un petit port suec conegut com a Rågervik, es va convertir en un important port sense gel en ser incorporat a l'Imperi Rus al segle xviii.
Després de la independència d'Estònia el 1918, el port va experimentar una disminució d'importància, només per recuperar importància durant l'ocupació soviètica. No obstant això, després de la restauració de la independència d'Estònia, la seva importància va tornar a disminuir.
La ciutat és la seu de la terminal de la línia de ferrocarril Tallinn-Paldiski i serveix com a centre administratiu de la parròquia de Lääne-Harju al comtat de Harju.
A l'1 de gener de 2021, la ciutat tenia una població de 3.542 habitants.

## Etimologia
El primer nom conegut de la badia de Paldiski és Rågervik, que significa "badia de l'illa de sègol" en suec, i es deriva del nom suec de les illes Pakri, Rågöarna. Un petit port, també anomenat Rågervik, es va establir a la costa sud de la península de Pakri en algun moment del segle xvii. Aquest port també ha estat conegut com a Rudewa i Ragövik.
Quan Estònia va ser conquerida per Pere el Gran de Rússia a la dècada de 1710, es va construir un nou port aproximadament a un quilòmetre al nord de l'antic port suec, però el nom va romandre pràcticament sense canvis, llevat de ser transliterat al rus com a Ро́гервик. A més, era conegut com a Rogerwiek en alemany.
El 20 d'agost de 1762, Caterina la Gran de Rússia va donar ordres de canviar el nom de Rågervik a Port de Baltiiski. Aquest nom deriva directament del nom del mar Bàltic, sobre el qual resideix el port. El nom de la badia, però, es va mantenir sense canvis com a Рогэвикъ.
El nom estonià modern i fonèticament escrit Paldiski va aparèixer per primera vegada a la literatura durant la primera meitat del segle xix. Tanmateix, només es va convertir en el nom oficial el 19 de juny de 1933. Abans d'això, el nom oficial de la ciutat en estonià era Baltiski. La badia també va ser rebatejada com a Badia Paldiski al mateix temps.

## Història
El poble de Laoküla, situat al sud-est de Paldiski, va ser esmentat per primera vegada al Llibre del cens danès l'any 1241 com a Laiduscæ. Formava part de l'antiga parròquia de Keila i tenia una mida de 18 oxgangs.
Les illes Pakri, situades a la costa de la ciutat actual, van ser esmentades per primera vegada l'any 1283 com a insula Rogoy, que significa "l'illa del sègol", però es desconeix si les illes tenien habitants en aquell moment o a quina illa es referia. Tanmateix, l'any 1345, l'illa de Suur-Pakri, pertanyent al monestir de Padise, i uns quants territoris de Laoküla, pertanyents a la mansió Keila, van ser venuts a colons suecs. S'especula que les vendes es van produir a conseqüència de l’aixecament nocturn de Sant Jordi de 1343, per protegir la costa dels estonians rebels. També s'especula que uns quants dels colons eren d’Uusimaa, ja que el monestir de Padise hi posseïa territoris.
Els primers registres escrits de l'activitat humana al territori de Paldiski continental modern són sobre el poble de Pakri de 1377, que estava situat a l'extrem oriental de la frontera administrativa moderna de Paldiski, al mig de la península. En estonià, la península de Pakri i les illes Pakri reben el nom d'aquest poble.
Väike-Pakri va ser esmentat per primera vegada l'any 1425. L'illa probablement va ser poblada pels suecs Laoküla, ja que tots dos formaven part de Keila Manor. La península de Pakri també pertanyia a Keila Manor.
A la costa nord-est de la península, el poble de Leetse es va esmentar per primera vegada l'any 1561 i la mansió es va establir el 1677. En algun moment del segle xix, el poble directament a l'oest de la casa pairal, a l'interior de la península, que abans s'havia anomenat Perraste, Paresta i Pärast, va ser rebatejat com a poble de Leetse.
El poble de Pallaste es va esmentar per primera vegada l'any 1582, i el senyoriu es va establir el 1802. La casa pairal estava situada a 1,5 quilòmetres al nord-est del port. El poble d'Ohtra, just al sud del poble de Pakri, existia almenys des de finals del segle xvii.
Hi ha informes de greus atacs i saquejos russos a la zona des de 1576 a 1580, que van ser repetits pels polonesos al voltant dels anys 1601 i 1611. Això va provocar una important pèrdua de població a la zona.
El 1622, Gustav II Adolf de Suècia va concedir les terres del monestir de Padise, inclosa l'illa de Suur-Pakri, a Thomas von Ramm, l'antic bürgermeister de Riga. A més, Thomas von Ramm va comprar l'illa de Väike-Pakri a Keila Manor el 1628. Von Ramms va mantenir la propietat d'ambdues illes i de la mansió Padise fins que Estònia es va independitzar.
El port suec de Rågervik es va establir en algun moment del segle xvii, situat aproximadament a un quilòmetre al sud d'on més tard Pere el Gran anava a establir el seu port amb el mateix nom.

### Imperi Rus

#### Rogerwiek

Paldiski Kreis (c. 1796)

Pere el Gran, en nom de Rússia, va entrar a la Gran Guerra del Nord contra Suècia l'any 1700 amb l'objectiu de restablir l'accés de Rússia al mar Bàltic, que abans havia perdut. Va començar a construir una flota al mar Bàltic el 1702, va establir Sant Petersburg el 1703 i, el 1710, havia aconseguit el control total d’Estònia i Livònia. En assumir el control, Peter va ordenar una enquesta de les costes dels nous territoris per identificar possibles ubicacions per construir nous ports. L'enquesta va determinar que la badia de Rågervik (actual badia de Paldiski) era l'únic lloc adequat a la riba sud del golf de Finlàndia per construir un nou port de vaixells de guerra, tot i tenir grans inconvenients. A causa d'això, es va decidir utilitzar temporalment el port ja existent a Reval, que també presentava grans inconvenients. Insatisfet amb la manca d'un port de vaixells de guerra adequat a la riba sud del golf i prop del mar obert, Pere el Gran va començar a buscar personalment la ubicació ideal del port. El 23 de juliol de 1715, va decidir que el nou port es construiria a les costes de la badia de Rågervik. Els treballs preparatoris van començar finalment el 20 de juliol de 1718, quan Pere el Gran de Rússia va iniciar cerimoniosament la construcció de la fortalesa i l'escullera entre el continent i l'illa de Väike-Pakri. Com a part dels preparatius, entre altres coses, es van construir església, barraques i dos molls, però en realitat es va fer relativament poca feina.
El treball real només va començar l'any 1723, quan havia conclòs la Gran Guerra del Nord. Es van construir moltes coses, com ara baluards i muralla central de la fortalesa, un espigó de gairebé 300 metres de llargada per al port i un far a la punta de la península. També hi havia plans per construir una fortalesa a l'illa de Väike-Pakri, just a l'altra banda de la badia de la fortalesa continental, però aquests plans van ser finalment abandonats, quan Pere el Gran va morir el gener de 1725. Les obres al continent es van alentir significativament i es van aturar completament el 1731. Dues bateries d'artilleria es van acabar al continent el 1726 i almenys una a Väike-Pakri el 1731. Es van construir dues bateries addicionals al continent durant la guerra russo-sueca de 1741-1743. El 1746, Isabel de Rússia va ordenar que es continuïn les obres, però finalment no en va sortir res. Algunes obres del port i de l'escullera van continuar els anys 1751 i 1753, respectivament.

#### Port de Baltiiski
El 20 d'agost de 1762, Caterina la Gran de Rússia va donar ordres de canviar el nom de Rogerwiek a Port de Baltiiski. També va encarregar a Burkhard Christoph von Münnich, un conegut expert en fortificació, acabar el projecte de llarga durada de fortificació del port. Münnich va presentar el seu pla el 1763, però es va considerar massa grandiós i també menys important que el port de Kronstadt. Finalment, no es van iniciar obres noves, només s'havien de treballar en projectes ja existents. Münnich va morir el 1767. El 18 de novembre de 1768, Caterina la Gran va ordenar l'aturada de les obres. En aquest moment, l'espigó a terra ferma tenia 400 metres de llarg, amb l'espigó de Väike-Pakri de 100 metres. El port tenia una mida de 447 metres per 1067 metres.
El port de Baltiiski va rebre drets de ciutat el 3 de juliol de 1783 sent el centre del Baltiiski Kreis que va existir entre 1783 i 1796. Entre 1787 i 1820, el port de Baltiiski  també va tenir l'estatus de ciutat comtal, cosa que va donar lloc a la creació d'un tribunal i altres institucions governamentals.
El 6 de març de 1790, durant la guerra russo-sueca de 1788–1790, els vaixells de guerra suecs que navegaven sota bandera holandesa es van apoderar del port durant un dia i van destruir les seves bateries d'artilleria. La badia de Rogerwiek va ser bloquejada per vaixells suecs i anglesos a la tardor de 1808 com a part de la guerra finlandesa. Quan es va aixecar el bloqueig, els vaixells russos van marxar cap a Kronstadt, la qual cosa va fer que el port de Baltiiski fos bombardejat per vaixells anglesos, però van causar pocs danys. Com a part de la Guerra de Crimea, els vaixells anglesos es trobaven a la badia de Rogerwiek entre el 23 de juny i el 25 de juny de 1854, i van amenaçar amb bombardejar la ciutat.
A finals del segle xviii, després de la guerra russo-sueca de 1788-1790, la fortalesa i la guarnició havien perdut la seva importància i van ser abandonades, però la guarnició es va restablir temporalment diverses vegades després. La població civil de la ciutat havia crescut considerablement, arribant als 500 habitants
La construcció del ferrocarril Sant Petersburg - Tallinn - Paldiski es va acabar el 1870, amb la intenció d'utilitzar el port lliure de gel de Baltiiski per transportar mercaderies a Sant Petersburg. Per això es va construir una estació de viatgers, un dipòsit, una torre d'aigua, un parc de bombers, una escola naval i magatzems. Cap a l'any 1914, la ciutat havia arribat als 1300 habitants.
El 22 de juny de 1912, l'emperador rus Nicolau II i el kàiser alemany Guillem II es van reunir a Baltiiski per darrera vegada abans d'entrar en guerra dos anys més tard, com a part de la Primera Guerra Mundial. Només un vaixell de guerra rus va ser destruït a la badia com a part de la guerra. Durant un bombardeig dels alemanys, 20 cases van ser destruïdes i 10 persones van morir. Els alemanys també van intentar bombardejar la ciutat des d'un zeppelin però no ho van aconseguir. Cap al final de la guerra, Rússia va començar a construir fortificacions al voltant de la ciutat i va establir bateries d'artilleria a la punta de la península. Després de la guerra, els presoners de guerra russos i alemanys van ser intercanviats pel port.

### Període d'entreguerres
Quan Estònia es va independitzar l'any 1918, la importància del port de Baltiiski va disminuir significativament, sent les principals activitats econòmiques ara la pesca i el processament de peix. A la dècada del 1930, el marbre de Vasalemma va començar a ser transportat a Suècia a través del port. El 19 de juny de 1933, el nom oficial de la ciutat es va convertir en Paldiski. Abans d'això, Baltiski i Paldiski s'utilitzaven en paral·lel. :
El 1939, la Unió Soviètica va construir una base naval a Paldiski, sota el Tractat de Bases que va obligar a Estònia. L'any 1940, tota la població de Paldiski i les illes Pakri va ser traslladada per la força i substituïda per personal militar soviètic. Sota els soviètics, l'assentament es va convertir en una ciutat tancada i es va mantenir així fins a principis dels anys noranta.

### Era soviètica
El quarter general de la base naval soviètica es trobava a Paldiski. Durant la Segona Guerra Mundial, els alemanys van ocupar la ciutat el 28 d'agost de 1941 i van marxar el 1944. Durant la retirada, la major part de la ciutat va ser incendiada, només 20 edificis van quedar dempeus. El 1962, Paldiski es va convertir en un centre d'entrenament de submarins nuclears de la Marina Soviètica. El centre d'entrenament tenia un submarí nuclear soviètic sencer construït per seccions completes per a la formació del personal naval. El centre d'entrenament, conegut pels locals com el Pentàgon, va ser enderrocat en gran part el 2007, donant feina a unes 16.000 persones, i amb dos reactors nuclears terrestres (a 70 MW i 90 MW de potència, respectivament), va ser la instal·lació d'aquest tipus més gran de la Unió Soviètica.. En total, la marina soviètica va utilitzar les instal·lacions durant 27 anys. Per la seva importància, tota la ciutat va ser tancada amb filferro de pues fins que finalment es va tancar la base militar russa el 31 d'agost de 1994. El centre nuclear de Paldiski va ser lliurat pels russos a les autoritats estonies el 30 de setembre de 1995.
Això va seguir els esdeveniments de 1991, quan la Unió Soviètica es va enfonsar i Estònia va recuperar la independència. Per allotjar les tropes estacionades i els que s'entrenaven, es van construir molts edificis barracons, que des d'aleshores s'han deixat en mal estat. Rússia va renunciar al control de les instal·lacions del reactor el setembre de 1995; els reactors nuclears es van tancar el 1989, primer de manera temporal a causa de l'accident de Txernòbil i a causa del col·lapse de la Unió Soviètica, es va convertir en permanent, i el material nuclear va ser transportat de tornada a Rússia el 1994. Posteriorment, els reactors van ser fora de servei. Els reactors estaven protegits amb sarcòfags, acabats el 2006, a Paldiski, ja que eren potencialment perillosos a causa de la radioactivitat.
Els incidents, quan Paldiski era una ciutat militar tancada sota la jurisdicció soviètica/russa, van passar poques vegades i si passava alguna cosa, es classificaven. Aleshores Jüri Liim, primer membre del Consell Suprem i després expert del Ministeri de Defensa d'Estònia i representant especial del govern estonià a Paldiski, tenia un accés secret i secret a la ciutat tancada. Segons el seu testimoni, les illes Pakri just al costat de Paldiski eren els objectius de bombardeig de la força aèria soviètica, inclosos els bombarders nuclears soviètics. No es van utilitzar bombes nuclears reals, sinó bombes que tenien una categoria de pes i mida similars. De vegades, quan s'utilitzaven les bombes de combat reals, els petits terratrèmols creats es podien sentir a Paldiski i als reactors nuclears.
El personal que treballava al lloc estava preocupat per possibles esquerdes o altres problemes amb el reactor a causa d'aquesta sacsejada. En apropar-se a les illes Pakri o sortir des de l'objectiu, les rutes de vol eren sovint sobre Paldiski i això va provocar pocs incidents. Una vegada, una bomba viva va caure per accident al camp de cols de les llars d'infants locals. Afortunadament, la bomba va funcionar malament i no va causar danys. En una altra ocasió, una bomba va caure per accident a 15 metres dels reactors nuclears en funcionament. Aquesta bomba també va funcionar malament i no va explotar.

### Després que Estònia recuperés la independència
Després que Estònia va restaurar la seva independència, Paldiski es va subordinar a Keila fins al 30 d'octubre de 1996. Situat a uns 45 km a l'oest de Tallinn, Paldiski es va convertir llavors en un municipi dins del Comtat de Harju. Els edificis d'apartaments abandonats d'estil soviètic formaven gran part de la ciutat i les relíquies de les bases militars estaven molt esteses. La part important dels residents de la ciutat són d'ètnia russa, originaris d'altres parts de la Unió Soviètica i van ser traslladats a la República Socialista Soviètica d'Estònia per la política soviètica. La companyia de ferri Tallink opera una connexió regular amb Kapellskär a Suècia. L'operador de ferris danès DFDS també opera una connexió regular a la mateixa ruta.
UL'operació «Ämblik» (aranya) es va dur a terme a Paldiski el 16 de març de 1993 per 33 policies d'Estònia i 40 guàrdies fronterers per establir la llei estònia a la zona, inclosa a la base militar russa. A l'època a Paldiski, hi havia uns 1.500 membres de les forces armades russes. L'objectiu de l'operació policial era contenir les activitats il·legals, inclòs el tràfic d'armes, i restringir les activitats dels matons a Paldiski, que es comportaven com si gestionessin la ciutat. Per exemple, el 9 de març de 1993, uns quants oficials de les forces armades russes van ser detinguts per les autoritats estonianes a Tallinn a causa d'un intent de vendre armes de foc. Aquesta operació no es va acordar prèviament amb el govern rus i els preparatius es van mantenir en secret. La confusió a Paldiski entre el personal militar rus va ajudar a assolir els objectius de l'operació. L'operació va tenir un efecte de xoc en l'element criminal segons Jüri Liim.
El 21 d'abril de 1993, hi havia mitja dotzena d'agents de policia d'Estònia i personal del servei fronterer d'Estònia.

#### Avui

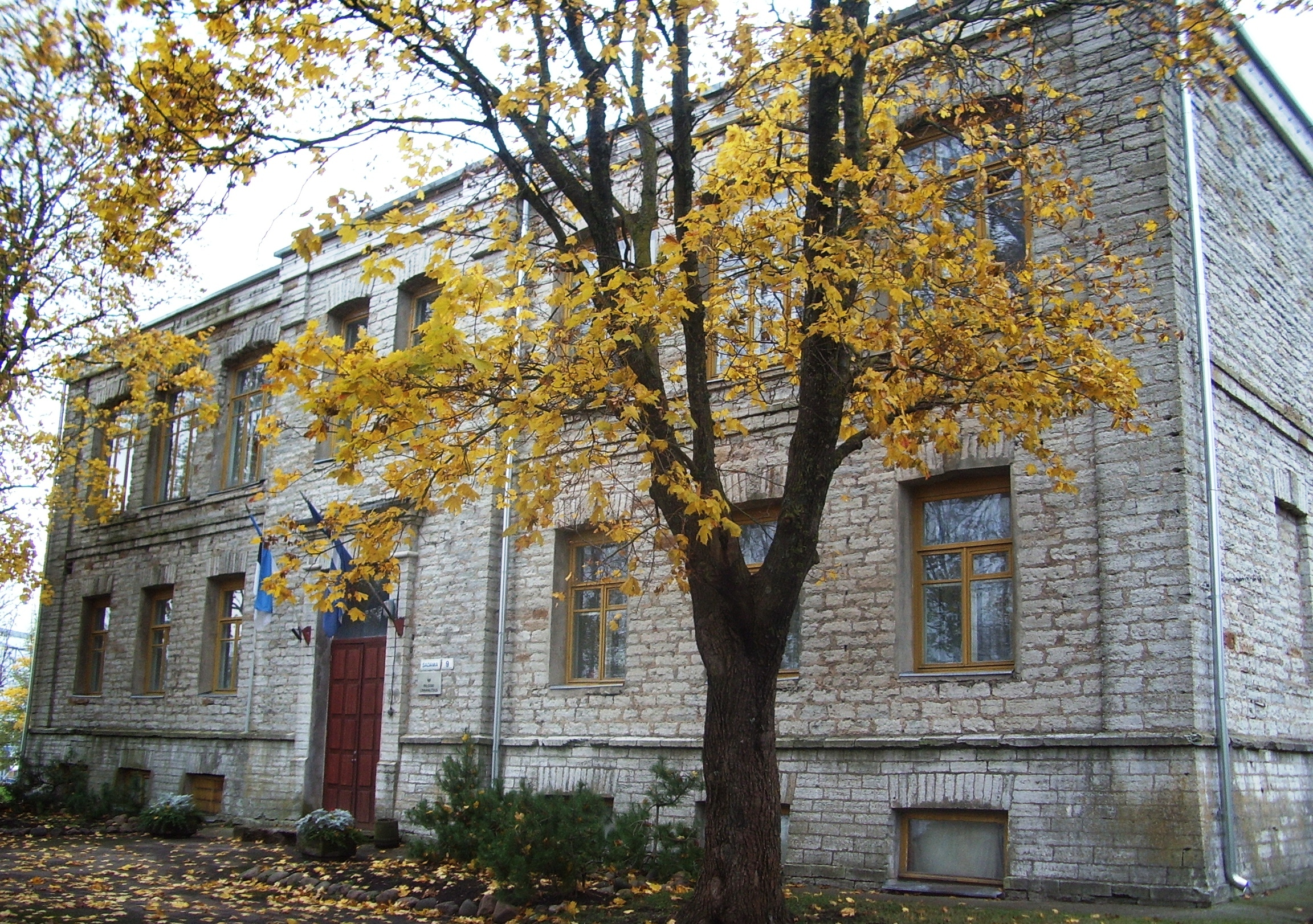
Edifici de govern municipal.

El Batalló de Logística de les Forces de Defensa d'Estònia està estacionat a Paldiski.
El Parc Científic i Industrial de Pakri amb les seves 60 hectàrees de Pakri Smart Industrial City es troba dins dels límits de la ciutat.

### Política
El 20 de juliol de 1718, Pere el Gran de Rússia va iniciar cerimoniosament la construcció de l'espigó entre l'illa de Väike-Pakri i el continent, que mai es va acabar completament. Actualment, Paldiski commemora aquest esdeveniment celebrant el seu aniversari el 20 de juliol.

Paldiski va rebre els drets de ciutat el 3 de juliol de 1783.

La bandera de Paldiski entre el 27 de setembre de 1994 i el 24 d'octubre de 2017
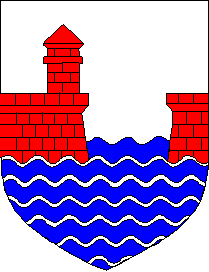
L'escut de Paldiski entre l'1 de desembre de 1994 i el 24 d'octubre de 2017

## Demografia
| Etnicitat   | 1922      | 1922 | 1934      | 1934 | 1941      | 1941 | 1959      | 1959 | 1970      | 1970 | 1979      | 1979 | 1989      | 1989 | 2000      | 2000 | 2011      | 2011 | 2021      | 2021 |
| Etnicitat   | quantitat | %    | quantitat | %    | quantitat | %    | quantitat | %    | quantitat | %    | quantitat | %    | quantitat | %    | quantitat | %    | quantitat | %    | quantitat | %    |
| ----------- | --------- | ---- | --------- | ---- | --------- | ---- | --------- | ---- | --------- | ---- | --------- | ---- | --------- | ---- | --------- | ---- | --------- | ---- | --------- | ---- |
| Estonians   | 961       | 91,3 | 799       | 93,9 | 119       | 96,0 | 250       | 7,38 | 381       | 5,52 | 233       | 3,19 | 186       | 2,42 | 1260      | 29,7 | 1338      | 32,8 | 1294      | 34,8 |
| Russos      | 31        | 2,95 | 19        | 2,23 | 2         | 1,61 | -         | -    | 4683      | 67,8 | 5325      | 72,8 | 5467      | 71,1 | 2217      | 52,2 | 2183      | 53,4 | 1926      | 51,8 |
| Ucraïnesos  | -         | -    | 0         | 0,00 | -         | -    | -         | -    | 1124      | 16,3 | 1010      | 13,8 | 1264      | 16,4 | -         | -    | 283       | 6,93 | 236       | 6,35 |
| Belarussos  | -         | -    | -         | -    | -         | -    | -         | -    | 362       | 5,24 | 498       | 6,81 | 507       | 6,59 | -         | -    | 136       | 3,33 | 112       | 3,01 |
| Finlandesos | -         | -    | 0         | 0,00 | 0         | 0,00 | -         | -    | 30        | 0,43 | 22        | 0,30 | 18        | 0,23 | -         | -    | 17        | 0,42 | 15        | 0,40 |
| Jueus       | 0         | 0,00 | 1         | 0,12 | 0         | 0,00 | -         | -    | 34        | 0,49 | 22        | 0,30 | 16        | 0,21 | -         | -    | 5         | 0,12 | 5         | 0,13 |
| Letons      | -         | -    | 1         | 0,12 | 0         | 0,00 | -         | -    | 12        | 0,17 | 14        | 0,19 | 15        | 0,20 | -         | -    | 9         | 0,22 | 17        | 0,46 |
| Alemanys    | 41        | 3,90 | 23        | 2,70 | -         | -    | -         | -    | -         | -    | 7         | 0,10 | 3         | 0,04 | -         | -    | 1         | 0,02 | 0         | 0,00 |
| Tàtars      | -         | -    | 0         | 0,00 | -         | -    | -         | -    | -         | -    | 47        | 0,64 | 44        | 0,57 | -         | -    | 15        | 0,37 | 9         | 0,24 |
| Polonesos   | -         | -    | 0         | 0,00 | 0         | 0,00 | -         | -    | -         | -    | 17        | 0,23 | 23        | 0,30 | -         | -    | 16        | 0,39 | 13        | 0,35 |
| Lituans     | -         | -    | 0         | 0,00 | 0         | 0,00 | -         | -    | 30        | 0,43 | 19        | 0,26 | 27        | 0,35 | -         | -    | 14        | 0,34 | 12        | 0,32 |
| desconegut  | 0         | 0,00 | 0         | 0,00 | 0         | 0,00 | 0         | 0,00 | 0         | 0,00 | 0         | 0,00 | 0         | 0,00 | 25        | 0,59 | 4         | 0,10 | 6         | 0,16 |
| altres      | 19        | 1,81 | 8         | 0,94 | 3         | 2,42 | 3137      | 92,6 | 251       | 3,63 | 97        | 1,33 | 120       | 1,56 | 746       | 17,6 | 64        | 1,57 | 72        | 1,94 |
| Total       | 1052      | 100  | 851       | 100  | 124       | 100  | 3387      | 100  | 6907      | 100  | 7311      | 100  | 7690      | 100  | 4248      | 100  | 4085      | 100  | 3719      | 99,9 |

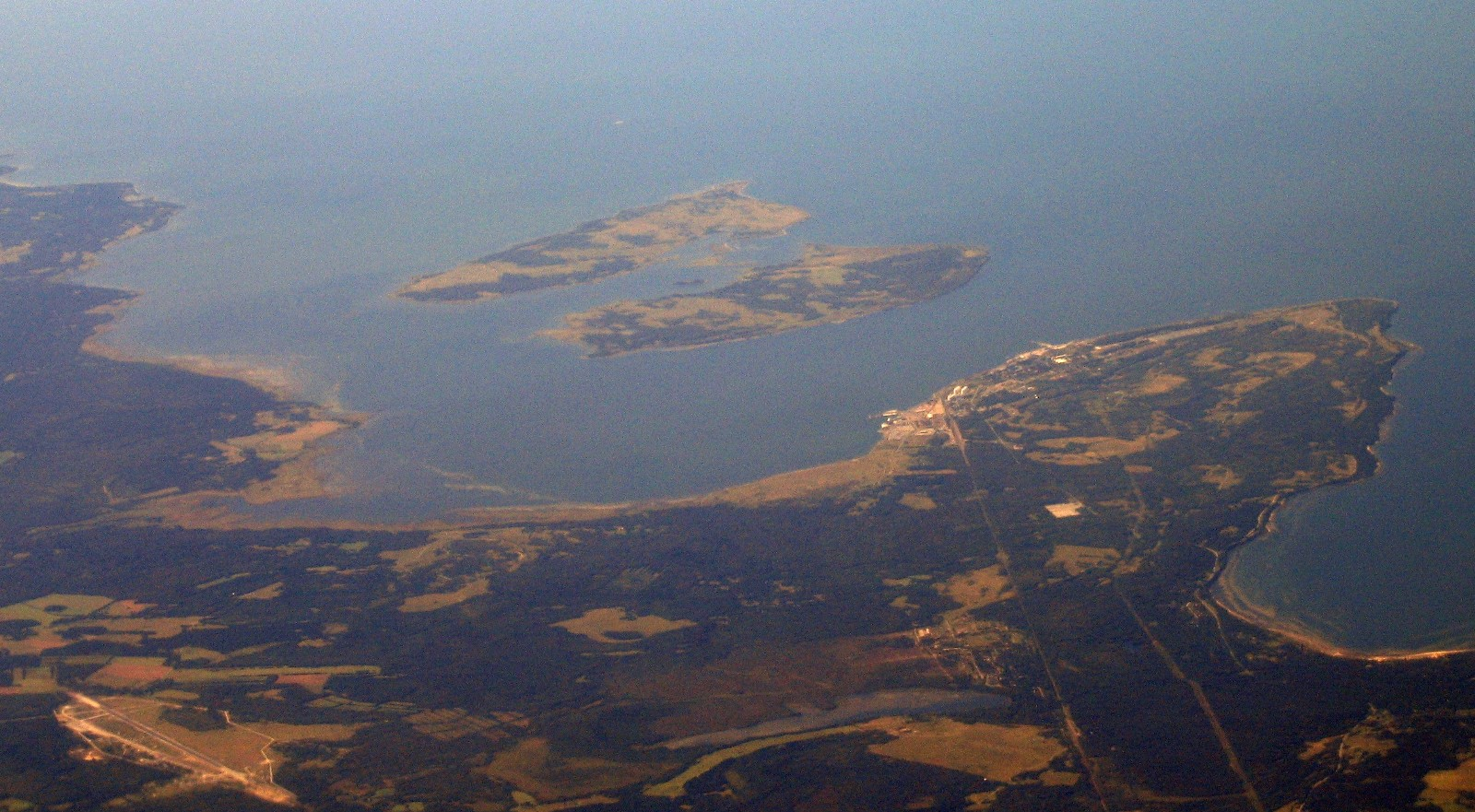
En aquesta foto es pot veure Paldiski situat a la península de Pakri
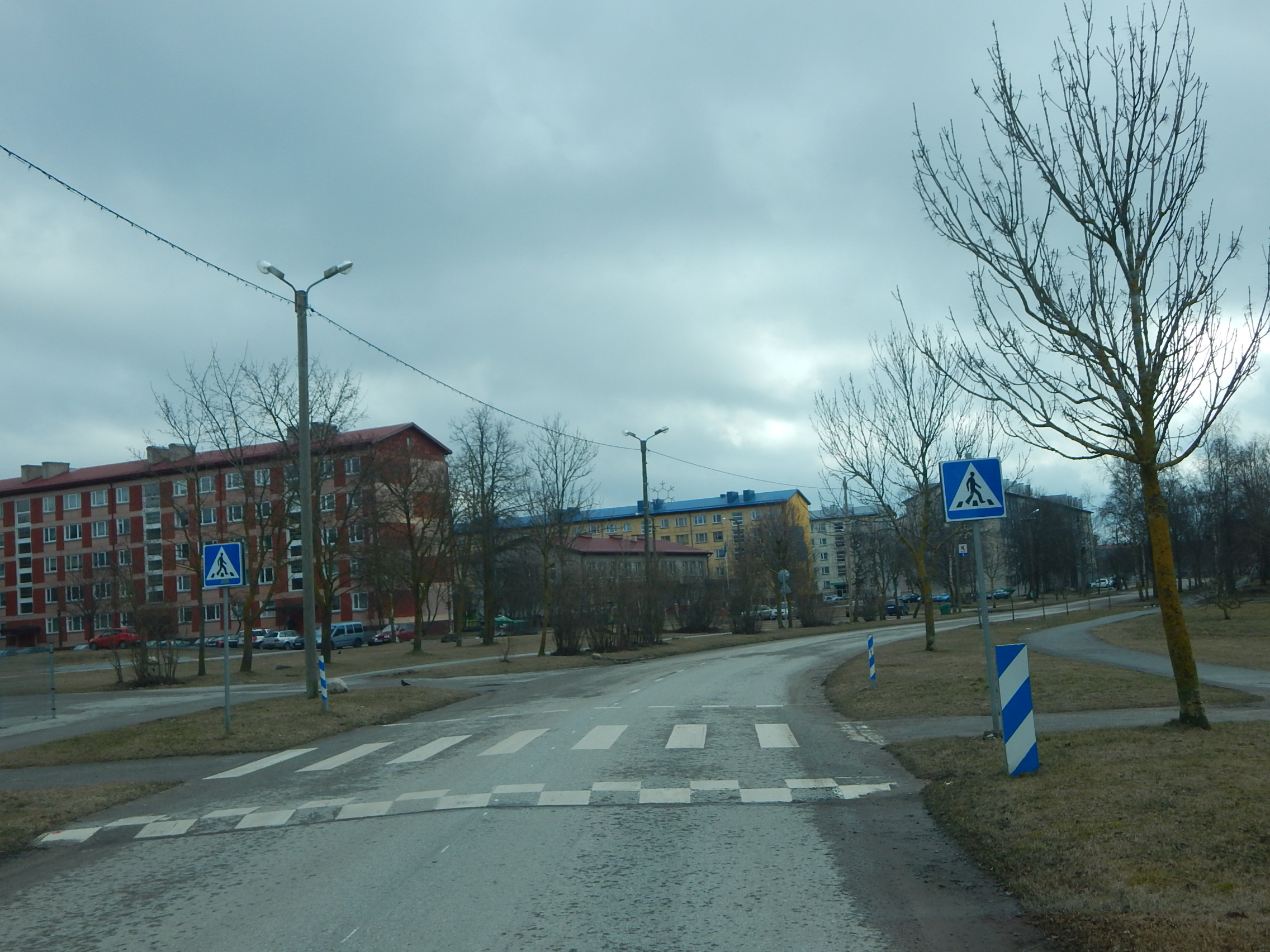
Carrer de Paldiski
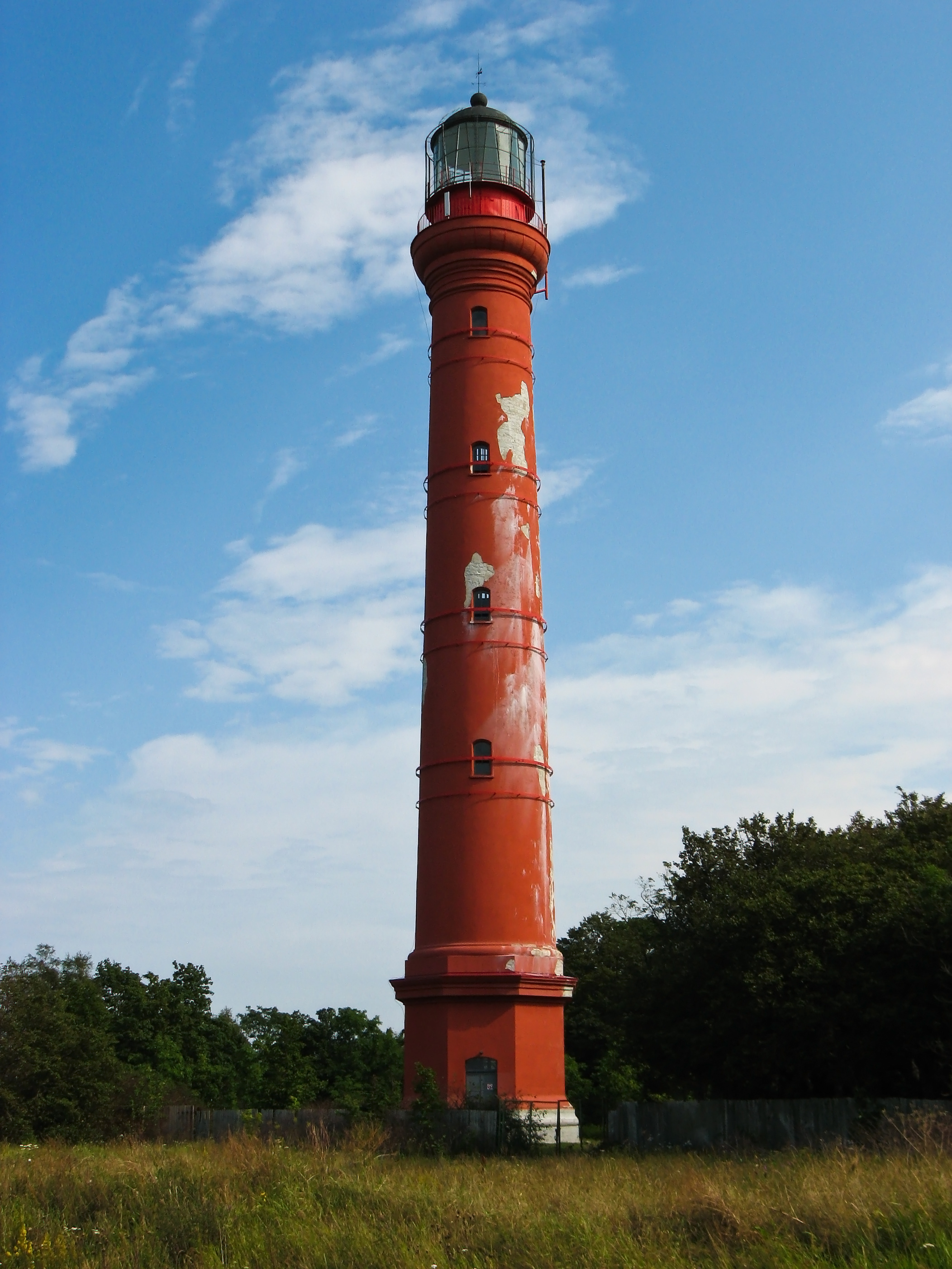
Far de Pakri
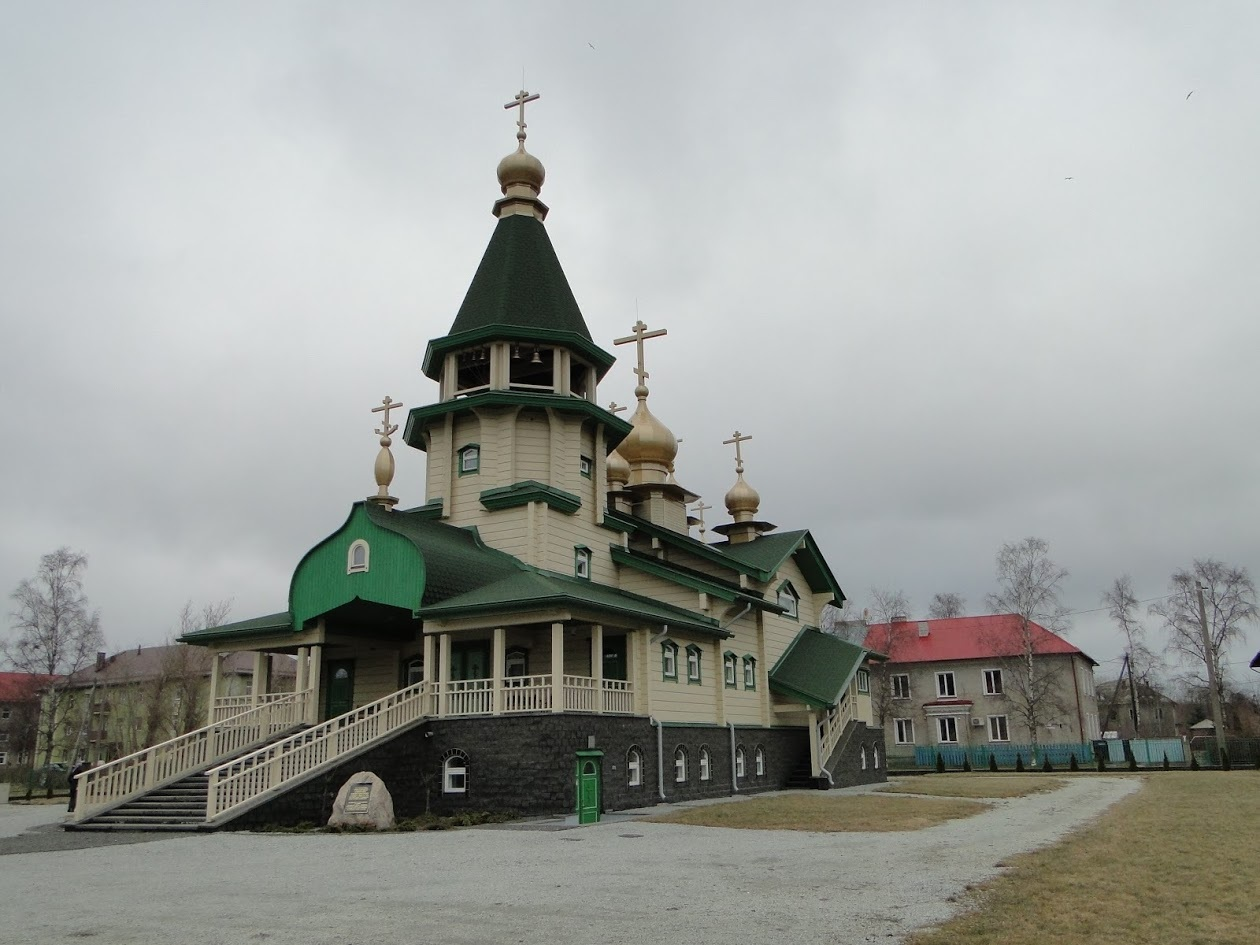
Església Ortodoxa de Sant Sergi
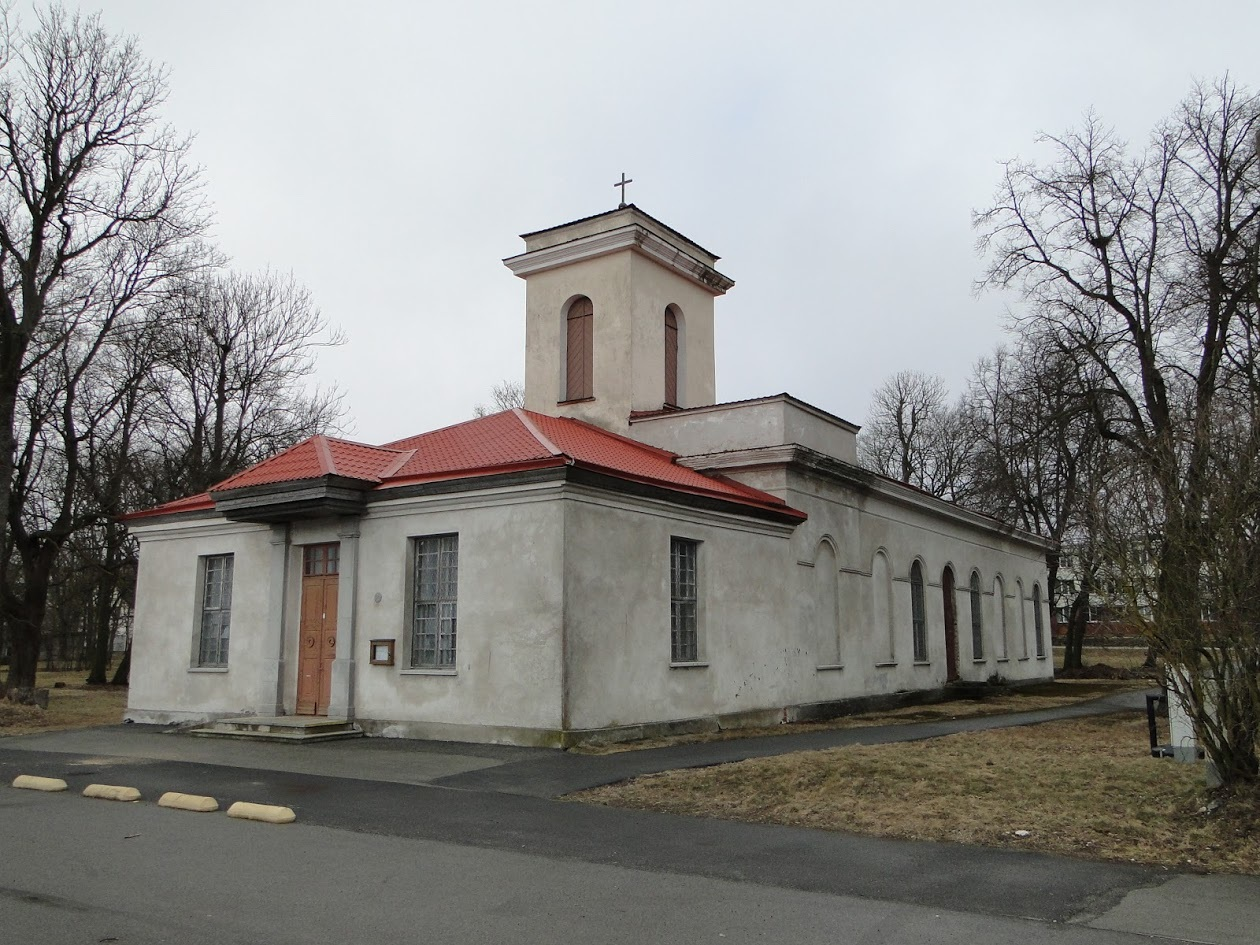
Església luterana de Sant Nicolau
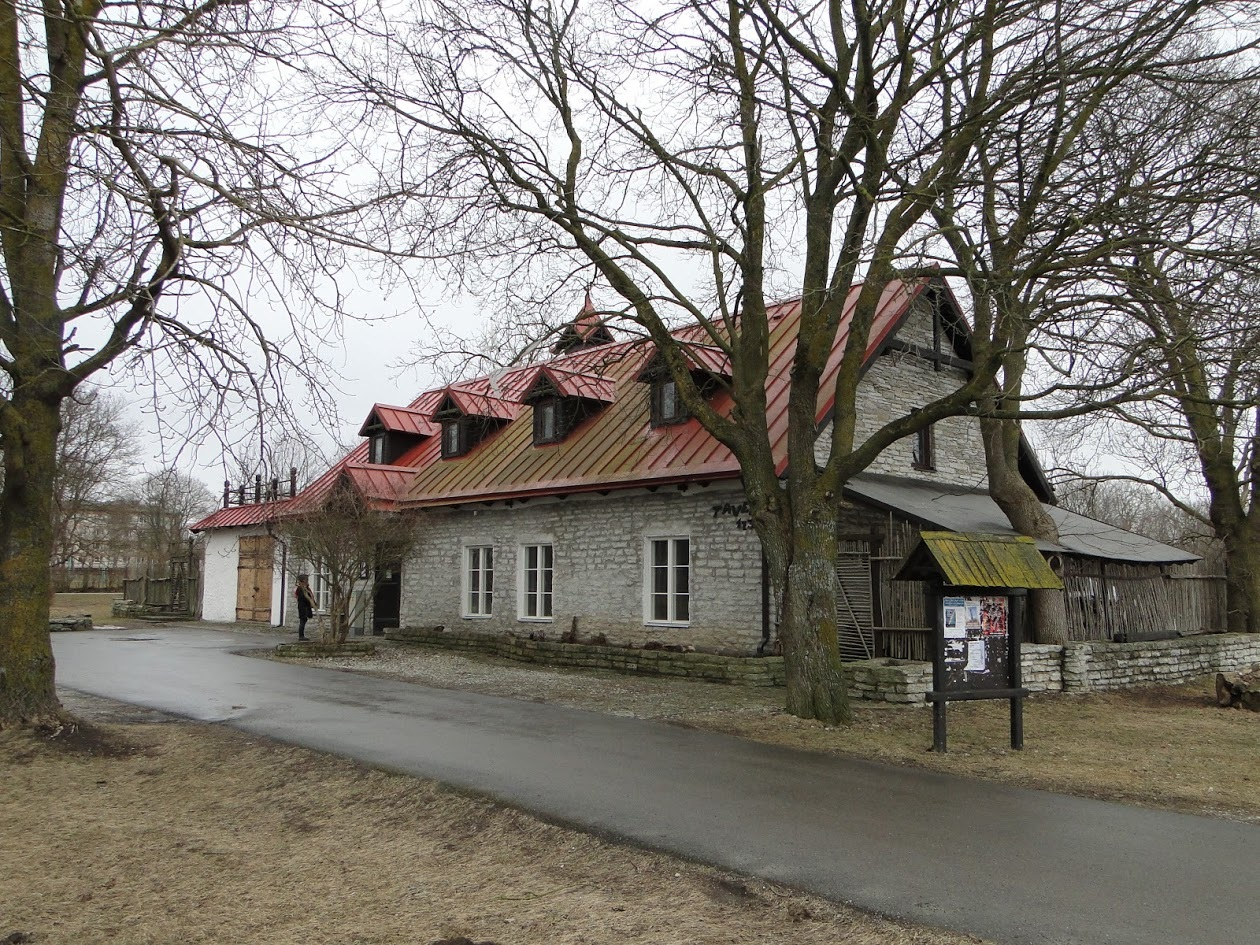
Anteriorment, el costum de Pere el Gran (ara cafè)
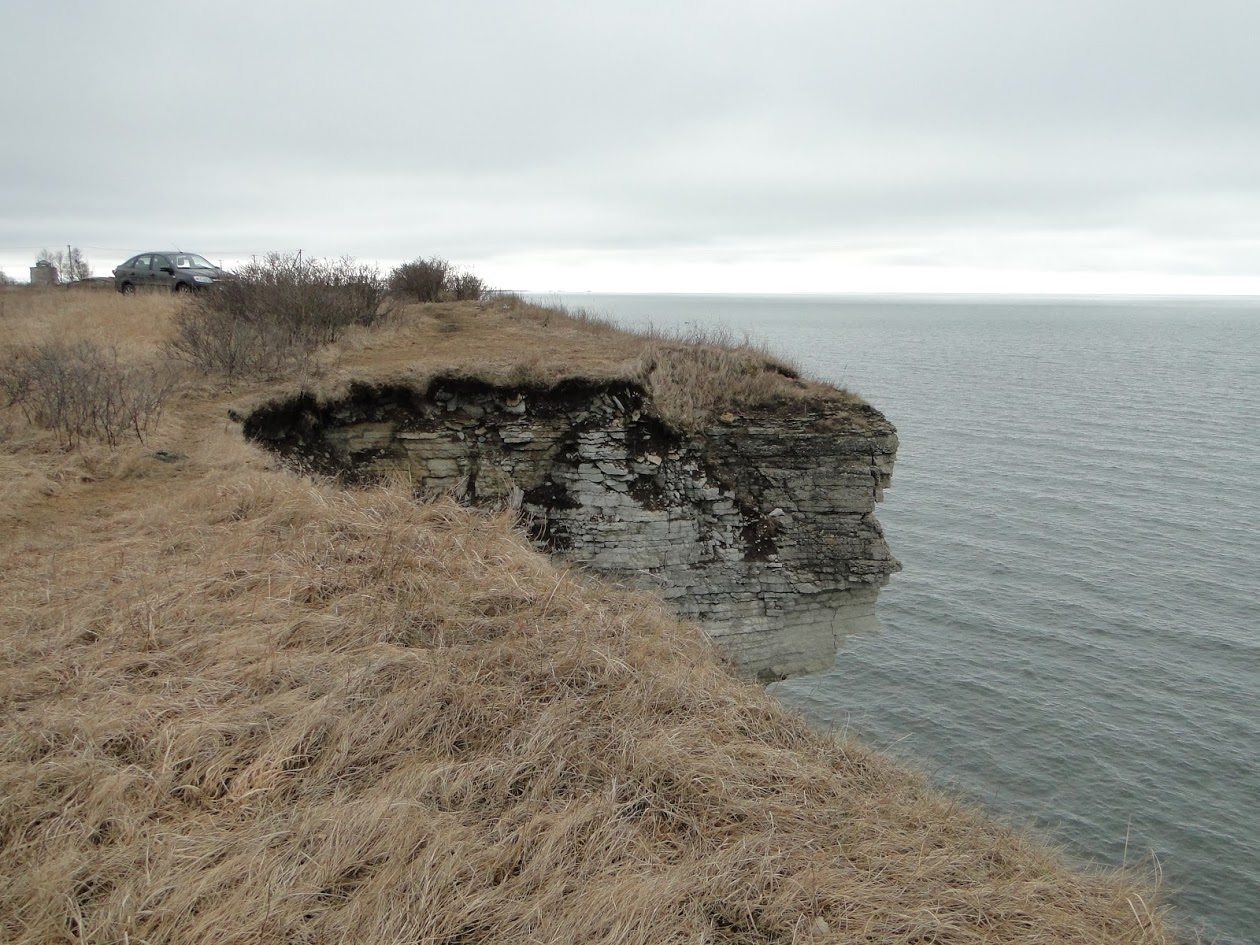
Costa rocosa prop de la ciutat
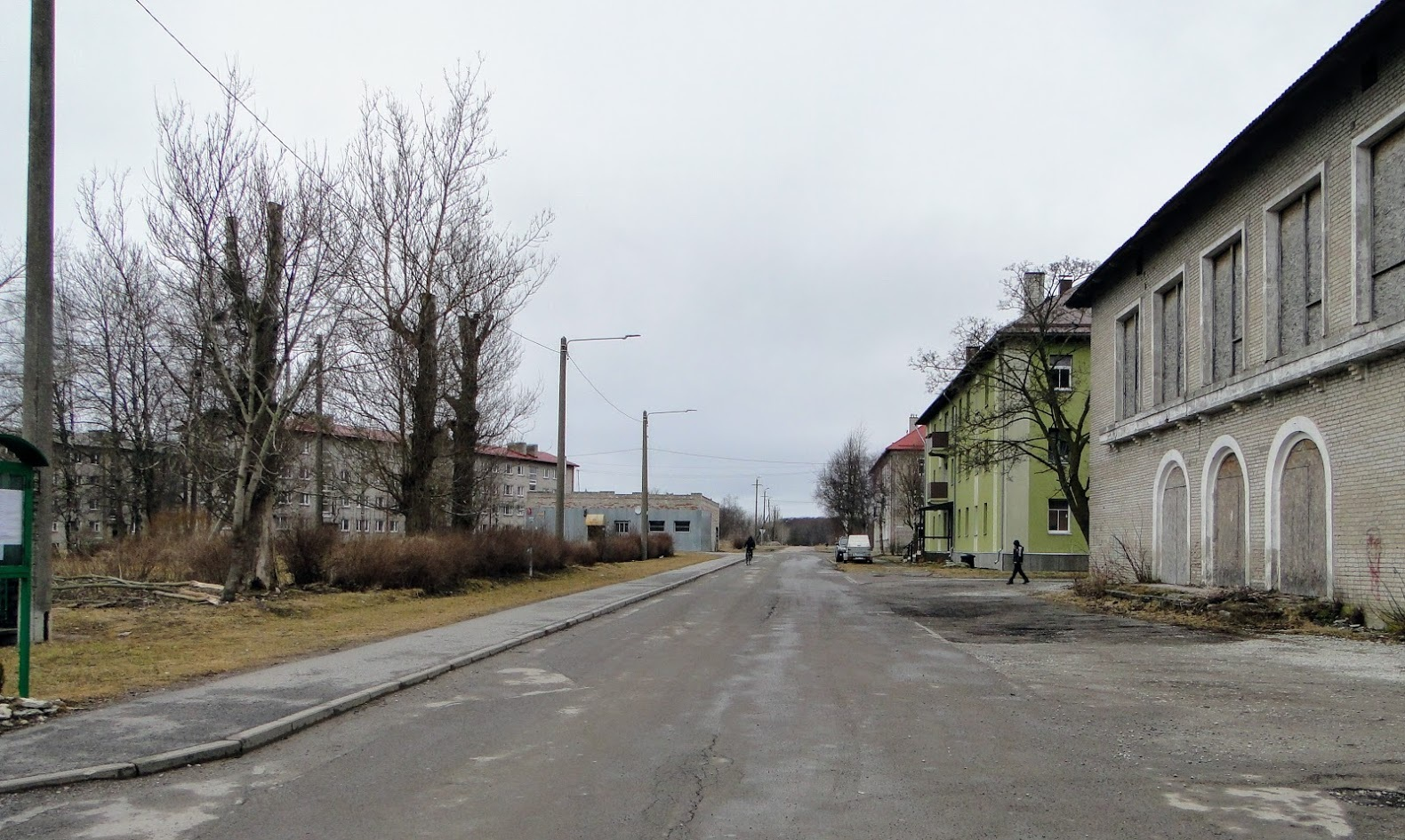
Carrer Tuule
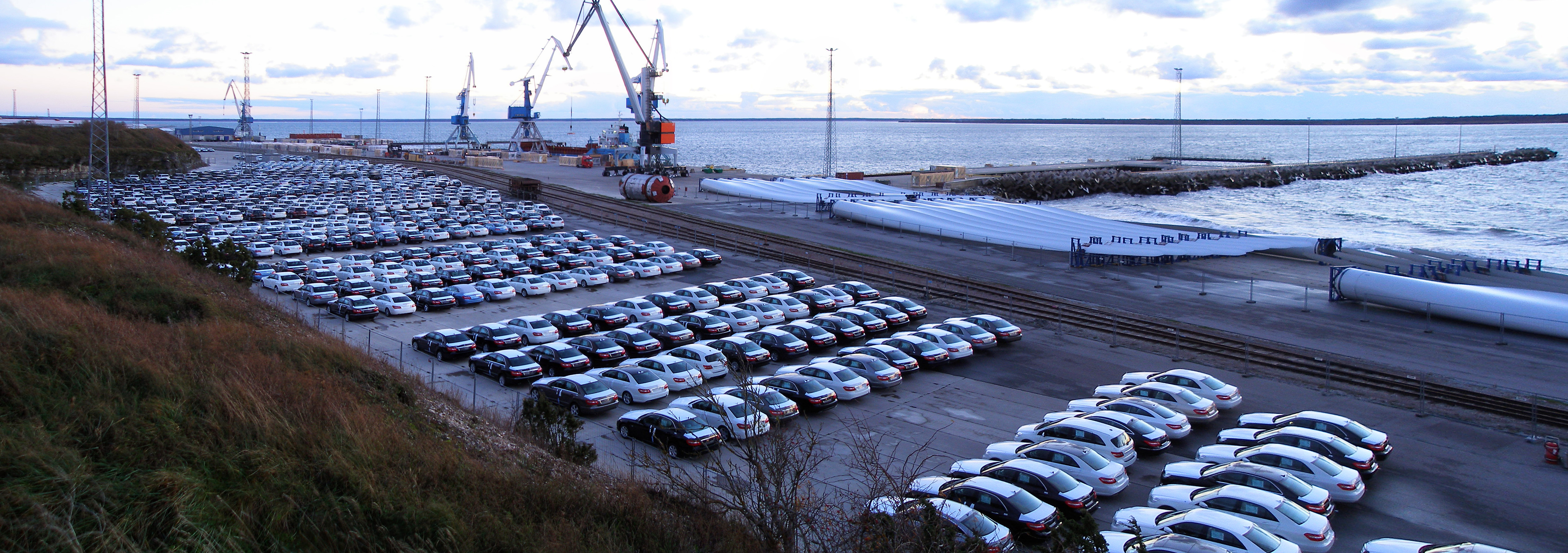
Port Nord

Els plans a llarg termini d'Estònia per a l'energia nuclear preveuen les illes Pakri adjacents com a lloc potencial per a la primera central elèctrica del país.

## En la cultura popular
La pel·lícula de 1999 Screwed in Tallinn té lloc en un hotel de Paldiski.
La pel·lícula de 2002 Lilya 4-ever, ambientada en una "antiga república de la Unió Soviètica" sense nom, es va rodar en gran part a Paldiski.
Paldiski apareix al videojoc Euro Truck Simulator 2.
La base submarina soviètica de Paldiski és una ubicació important del videojoc Girls' Frontline.
El youtuber Bald and Bankrupt va visitar Paldiski el 2021 com a part de la seva sèrie sobre les seves aventures a Estònia.
La ciutat i el port ocupen un lloc destacat a les memòries de creuer en iot d’Arthur Ransome Racundra's First Cruise

## Persones notables
- Amandus Adamson (1855–1929), escultor i pintor estonià; va viure i treballar a Paldiski
- Balder Tomasberg (1897–1919), pintor estonià
- Viire Valdma (nascuda el 1960), actriu estònia
- Salavat Iulàiev (1754–1800), heroi nacional bashkir
- Vladimir Mikhailovich Vorobyov (nascut el 1969) Almirall rus